# Паулет, Найджел, 18-й маркиз Уинчестер
Найджел Джордж Паулет (англ. Nigel George Paulet; 23 декабря 1941 — 8 апреля 2016) — британский аристократ, 18-й маркиз Уинчестер. В 1968 году он унаследовал титул, ранее принадлежавшего его двоюродному дяде. Проживал в Южной Африке.

## Биография
Найджел Джордж Паулет родился 23 декабря 1941 года в семье Джорджа Сесила Паулета (1905—1961) и Хейзел Маргарет Уилер. У него есть старшая сестра Анджела Джейн Паулет (род. 15 ноября 1939 года) и младший брат Тимоти Гай Паулет (род. 26 января 1944 года). После смерти отца в 1961 году его мать вышла замуж за Джорджа Майера в 1962 году. Прапрадедом Найджела Паулета был лорд Чарльз Паулет (1802—1870), сын Чарльза Паулета, 13-го маркиза Уинчестера.
5 марта 1968 года умер Ричард Паулет, 17-й маркиз Уинчестер, который не был женат не оставил наследников. В результате титул маркиза Винчестера унаследовал 26-летний Найджел, ближайший родственник по мужской линии: их общим предком был полковник полковник Чарльз Уильям Паулет (1832—1897), дед 17-го маркиза и прадед 18 маркиза.
25 ноября 1967 года будущий маркиз женился на Розмари Энн Хилтон, дочери майора Обри Джона Хилтона. У них родилось два сына и дочь. 
Найджел умер 8 апреля 2016 года. Ему наследовал старший сын Кристофер Джон Хилтон Паулет, 19-й маркиз Уинчестер (род. 30 июля 1969 года), наследником которого является сын, Майкл Джон Паулет, граф Уилтшир (род. 1999).